# 罗伯特·福尔克曼
弗里德里希·罗伯特·福尔克曼（德語：Friedrich Robert Volkmann；1815年4月6日—1883年10月30日），又译沃克曼，德国浪漫主义时期作曲家。
福尔克曼的风格被认为介于舒曼和勃拉姆斯之间，并且后者与之私交颇厚。他创作的出发点是莫扎特—海顿—贝多芬三位一体，另一面他的音乐具有匈牙利元素并对德国新学院派有一定影响。孚尔克曼整体上被视为一个保守派，然而由于他受了许多不同的影响，所以他不属于任何一种特定的风格。

## 生平
福尔克曼是一个领唱的儿子，小时候就通过唱歌、钢琴、管风琴、小提琴和大提琴的练习熟悉了音乐。1832年至1833年福尔克曼从弗赖贝格高中用简短的时间毕业后，他从1833年至1835年完成了高中师范学院的学业。在同时，他又进一步深造音乐。1836年福尔克曼迁往莱比锡，跟随当地的圣尼古拉教堂的领唱卡尔·弗里德里希·贝克做私人学徒以继续深造。1839年学业完成的孚尔克曼在布拉格担任一名声乐老师，不过他不太适合这份工作。1841年他移居到布达佩斯，在那里作为私人家庭教师以及《维也纳市音乐报》的记者一直工作到1844年。经过短暂的自由创作的时间，他被迫于1848年寻求再就业，他找到了一个宗教合唱团的总监和管风琴师。在1850年间，他才博取名望（他的第二钢琴三重奏）。1854年福尔克曼前往维也纳举行音乐会，但没有达到预期的成功。因此1858年，他返回到布达佩斯并度过余生。在19世纪60年代，他创造了他最重要的许多作品并享有了国际承认。自大约1870年，他停止创作。1875年福尔克曼终于成为了布达佩斯国家学院的作曲教授，他一直从教到逝世。

## 作品
福尔克曼青睐如钢琴小品和歌曲那样的小型作品，同时也创作大型作品，虽然他有的一些小作品的结构无法集中表达一个单一的思想。但是他的其他部分却因为始终使用同一结构而导致其创作的封闭性。他的6部弦乐四重奏，后三部代表意义最大，而前三部适合家庭使用。他的第二钢琴三重奏（op.5），被他的朋友勃拉姆斯和李斯特誉为杰作，而他的第一钢琴三重奏（op.3）很好的运用了古典组曲曲式。他的2部交响曲，其中第一部被1968《历史与当代音乐》称为“在舒曼于勃拉姆斯之间最伟大者”。福尔克曼是他那个时代重要的作曲家。不过他的作品在当代基本上被埋没了，仍然亟待发掘。  